# USS Spearfish (SS-190)
USS Spearfish (SS-190) là một  tàu ngầm lớp Sargo được Hải quân Hoa Kỳ chế tạo ngay trước Chiến tranh Thế giới thứ hai. Nó là chiếc tàu chiến duy nhất của Hải quân Hoa Kỳ được đặt cái tên này, theo tên một chi thuộc họ Cá cờ. Nó đã phục vụ trong suốt Thế Chiến II, thực hiện tổng cộng mười hai chuyến tuần tra, đánh chìm bốn tàu Nhật Bản với tổng tải trọng 17.065 tấn. Được rút ra khỏi hoạt động trên tuyến đầu vào đầu năm 1945, nó đảm nhiệm vai trò huấn luyện cho đến khi xung đột chấm dứt, và xuất biên chế vào năm 1946. Con tàu cuối cùng bị bán để tháo dỡ vào năm 1947. Spearfish được tặng thưởng mười Ngôi sao Chiến trận do thành tích phục vụ trong Thế Chiến II.

## Thiết kế và chế tạo
Đặc tính của lớp Sargo hầu như tương tự với  Lớp Salmon dẫn trước, duy trì một tốc độ 21 hải lý trên giờ (39 km/h) để hoạt động phối hợp với các thiết giáp hạm trong đội hình hạm đội. Ngoài ra, tầm hoạt động 11.000 hải lý (20.000 km) cho phép chúng tuần tra đến tận vùng biển nhà Nhật Bản. Hệ thống động lực "tổng hợp" bao gồm bốn động cơ diesel, gồm hai chiếc vận hành trực tiếp trục chân vịt và hai chiếc để chạy máy phát điện dùng cho nạp ắc quy hay tăng tốc trên mặt nước.
Lớp Sargo có chiều dài 310 foot 6 inch (94,64 m), với trọng lượng choán nước khi nổi là 1.450 tấn Anh (1.470 t) và khi lặn là 2.350 tấn Anh (2.390 t). Chúng là lớp tàu ngầm đầu tiên được lắp đặt một kiểu ắc-quy a-xít chì mới "Kiểu Sargo" chịu đựng được hư hại trong chiến đấu nhờ lớp vỏ kép giúp ngăn ngừa việc rò rỉ acid sulfuric, có dung lượng nhỉnh hơn với 126 cell và điện áp danh định tăng lên 270 volt. Spearfish được trang bị kiểu động cơ Hooven-Owens-Rentschler (H.O.R.) 9-xy lanh hoạt động hai chiều vốn gặp nhiều trục trặc kỹ thuật. Trong một cố gắng tạo ra công suất lớn hơn từ một động cơ nhỏ, kiểu động cơ hoạt động hai chiều tỏ ra kém tin cậy. Vào giai đoạn giữa Thế Chiến II chúng được thay thế bởi động cơ GM Cleveland Diesel 16-278A, có thể vào lượt đại tu vào đầu năm 1943.
Vũ khí trang bị chính gồm tám ống phóng ngư lôi 21 in (530 mm), gồm bốn ống trước mũi và bốn ống phía đuôi, một hải pháo 3 inch/50 caliber trên boong tàu và bốn súng máy M1919 Browning .30-caliber (7,62 mm).
Spearfish được đặt lườn tại xưởng tàu của hãng Electric Boat Company ở Groton, Connecticut vào ngày 9 tháng 9, 1937. Nó được hạ thủy vào ngày 29 tháng 10, 1938, được đỡ đầu bởi bà Lillian Spear, phu nhân ngài Lawrence York Spear giám đốc Electric Boat Company. Nó được cho nhập biên chế cùng Hải quân Hoa Kỳ vào ngày 17 tháng 7, 1939 dưới quyền chỉ huy của Hạm trưởng, Đại úy Hải quân Charles Edward Tolman, Jr.

## Lịch sử hoạt động

### 1939 - 1941
Spearfish tiến hành chạy thử máy, trước tiên ngoài khơi New London, Connecticut, và sau đó tại khu vực vịnh Guantánamo, Cuba từ ngày 21 tháng 8 đến ngày 3 tháng 10, 1939. Nó được đại tu tại Xưởng hải quân Portsmouth ở Kittery, Maine từ ngày 1 tháng 11, 1939 đến ngày 2 tháng 2, 1940, rồi lên đường vào ngày 10 tháng 2 để chuyển sang vùng bờ Tây. Con tàu được huấn luyện tại khu vực San Diego, California từ ngày 6 tháng 3 đến ngày 1 tháng 4, rồi lên đường đi sang Trân Châu Cảng. Nó hoạt động tại khu vực giữa quần đảo Hawaii và vùng bờ Tây cho đến ngày 23 tháng 10, 1941, khi nó lên đường đi sang Manila, và hoạt động tại vùng biển Philippines từ ngày 8 tháng 11 cho đến khi Hải quân Nhật bất ngờ tấn công Trân Châu Cảng vào ngày 7 tháng 12 khiến chiến tranh bùng nổ tại Mặt trận Thái Bình Dương.

#### Chuyến tuần tra thứ nhất
Spearfish lập tức lên đường cho chuyến tuần tra đầu tiên trong chiến tranh tại biển Đông, gần Sài Gòn và vịnh Cam Ranh, Đông Dương thuộc Pháp, cũng như ngoài khơi Tarakan và Balikpapan, Borneo. Khi bắt gặp một tàu ngầm Nhật Bản vào ngày 20 tháng 12, nó đã phóng bốn quả ngư lôi tấn công, nhưng tất cả đều bị trượt. Chiếc tàu ngầm kết thúc chuyến tuần tra khi quay về Soerabaja, Java vào ngày 29 tháng 1, 1942.

### 1942

#### Chuyến tuần tra thứ hai
Bắt đầu chuyến tuần tra thứ hai từ ngày 7 tháng 2, 1942, Spearfish hoạt động trong biển Java và biển Flores, và đã tấn công hai đội đặc nhiệm tàu tuần dương đối phương nhưng không thành công. Đến ngày 2 tháng 3, nó ghé đến cảng Tjilatjap, Java và đón lên tàu 12 thành viên ban tham mưu Lực lượng Tàu ngầm Hạm đội Á Châu để đưa họ đến Australia. Nó kết thúc chuyến tuần tra tại căn cứ mới ở Fremantle, Australia. 

#### Chuyến tuần tra thứ ba
Trong chuyến tuần tra thứ ba từ ngày 27 tháng 3 đến ngày 20 tháng 5, Spearfish hoạt động trong biển Sulu và vịnh Lingayen. Vào ngày 17 tháng 4, nó đã đánh chìm một tàu chở hàng khoảng 4.000 tấn. Đến ngày 25 tháng 4, lúc 13 giờ 10 phút. ở gần cửa vịnh Lingayen, nó phóng ngư lôi đánh trúng tàu vận tải Lục quân Toba Maru (6.995 tấn), khiến mục tiêu bốc cháy tại tọa độ 17°07′B 120°12′Đ / 17,117°B 120,2°Đ, và khiến hai thủy thủ thiệt mạng. Toba Maru được cho mắc cạn tại vị trí 6 mi (9,7 km) về phía Tây mũi Candon, Luzon. Vào đêm 3 tháng 5, chiếc tàu ngầm lẻn vào vịnh Manila, nơi nó đón lên tàu 14 nữ y tá cùng nhiều sĩ quan tham mưu từ Corregidor. Spearfish là tàu ngầm cuối cùng ghé đến pháo đài bị bao vây này trước khi Corregidor đầu hàng quân Nhật.

#### Chuyến tuần tra thứ tư và thứ năm
Trong chuyến tuần tra thứ tư từ ngày 26 tháng 6 đến ngày 17 tháng 8, Spearfish hoạt động tuần tra trong biển Đông; rồi trong chuyến tuần tra thứ năm từ ngày 8 tháng 9 đến ngày 11 tháng 11, nó truy lùng dọc bờ biển phía Tây nơi nó gây hư hại cho hai tàu buôn.

#### Chuyến tuần tra thứ sáu
Spearfish khởi hành từ Brisbane, Australia vào ngày 2 tháng 12 cho chuyến tuần tra thứ sáu. Nó hoạt động tại khu vực New Britain-New Ireland trong hơn một tháng trước khi quay trở về Trân Châu Cảng vào ngày 25 tháng 1, 1943. Từ Oahu, nó được lệnh quay trở về vùng bờ Tây, và được đại tu tại Xưởng hải quân Mare Island từ ngày 3 tháng 2 đến ngày 19 tháng 5.

### 1943

#### Chuyến tuần tra thứ bảy
Hoàn tất công việc trong xưởng tàu, Spearfish quay trở lại Trân Châu Cảng vào ngày 26 tháng 5, và bắt đầu chuyến tuần tra thứ bảy từ ngày 5 tháng 6. Nó hoạt động tại khu vực Truk, trinh sát hình ảnh đảo san hô vòng Eniwetok, rồi tuần tra khu vực chung quanh đảo Marcus. Kết thúc chuyến tuần tra, chiếc tàu ngầm quay về căn cứ Midway để tái trang bị từ ngày 1 đến ngày 25 tháng 8.

#### Chuyến tuần tra thứ tám
Trong chuyến tuần tra thứ tám, Spearfish đã càn quét tàu bè đối phương tại vùng biển nhà Nhật Bản về phía Nam eo biển Bungo. Trong một đợt tấn công ngầm vào đêm 10-11 tháng 9, nó phóng ngư lôi vào một đoàn bảy chiếc tàu buôn được một tàu khu trục và hai tàu phóng lôi hộ tống, gây hư hại cho hai chiếc. Nó bị phản công bằng mìn sâu trong suốt ngày hôm đó, nhưng cuối cùng đã thoát khỏi các tàu hộ tống. Sang đêm 17-18 tháng 9, nó lại tấn công một đoàn tàu vận tải bảy chiếc được các tàu vũ trang hộ tống, đánh chìm được hai tàu buôn và gây hư hại cho một chiếc khác (thành tích này không được xác nhận sau chiến tranh). Nó kết thúc chuyến tuần tra khi quay trở về Trân Châu Cảng.

#### Chuyến tuần tra thứ chín
Trong chuyến tuần tra thứ chín từ ngày 7 tháng 11 đến ngày 19 tháng 12, Spearfish trinh sát hình ảnh các đảo Jaluit, Wotje và Kwajalein thuộc quần đảo Marshall, nhằm chuẩn bị cho chiến dịch chiếm đóng quần đảo này. Trong các ngày 5 và 6 tháng 12, nó phục vụ tìm kiếm và giải cứu hỗ trợ cho hoạt động không kích xuống Kwajalein và Wotje.

### 1944

#### Chuyến tuần tra thứ mười
Spearfish thực hiện chuyến tuần tra thứ mười từ ngày 17 tháng 1 đến ngày 29 tháng 2, 1944 tại vùng biển phía Nam Đài Loan. Vào ngày 30 tháng 1, ở vị trí khoảng 300 nmi (560 km) về phía Đông đảo Uracas thuộc quần đảo Mariana, chiếc tàu ngầm phát hiện một đoàn tàu vận tải gồm ba tàu buôn và hai tàu hộ tống. Lúc 10 giờ 00, nó phóng ngư lôi đánh trúng tàu chở hành khách-hàng hóa Tamashima Maru, nhưng mục tiêu vẫn có thể tiếp tục di chuyển về phía Truk. Đến 22 giờ 05, Spearfish tiếp tục phóng ngư lôi, đánh trúng khoang chở đạn dược, khiến Tamashima Maru (3.560 tấn) nổ tung và đắm tại tọa độ 21°12′B 149°28′Đ / 21,2°B 149,467°Đ; bốn thủy thủ đã tử trận cùng con tàu. Các tàu hộ tống thả mìn sâu phản công, nhưng Spearfish thoát được mà không bị hư hại. Sang ngày 10 tháng 2, nó tấn công một đoàn tàu vận tải bốn chiếc, gây hư hại cho một tàu buôn; rồi sang ngày hôm sau nó lại gây hư hại một tàu buôn khác trong một đoàn tàu vận tải 11 chiếc. Sang ngày 12 tháng 2, nó lại gây hư hại cho một tàu buôn nữa.

#### Chuyến tuần tra thứ mười một

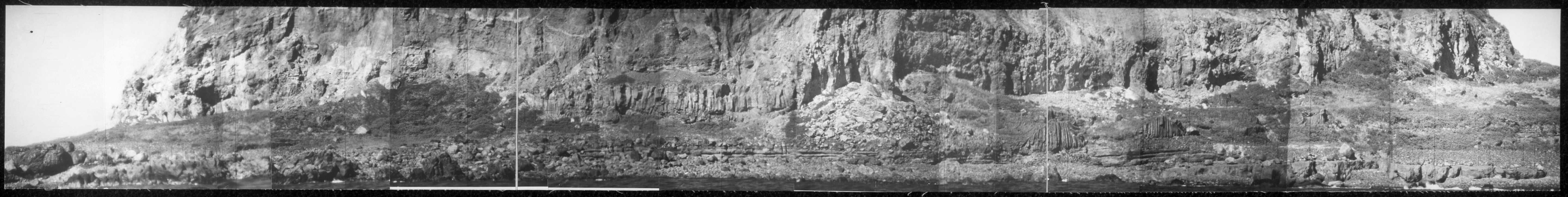
Hình ảnh trinh sát Iwo Jima, chụp từ tàu ngầm Spearfish

Khởi hành từ Trân Châu Cảng vào ngày 31 tháng 3 cho chuyến tuần tra thứ mười một, Spearfish hoạt động trong khu vực biển Hoa Đông và phía Bắc quần đảo Ryūkyū. Vào ngày 5 tháng 5, nó đánh chìm một tàu buôn (không được xác nhận sau chiến tranh), rồi sang ngày hôm sau, lúc 03 giờ 25 phút, nó phóng ngư lôi đánh chìm tàu chở hàng Toyoura Maru (2.510 tấn) tại tọa độ 32°16′B 127°08′Đ / 32,267°B 127,133°Đ, khiến 35 thành viên thủy thủ đoàn thiệt mạng, đồng thời gây hư hại cho tàu buôn Mamiya. Spearfish cố gắng dứt điểm Mamiya nhưng không thành công, và đợt phản công từ các tàu hộ tống đã khiến chiếc tàu ngầm bị hư hại nhẹ. Sau khi quay trở về Trân Châu Cảng vào ngày 27 tháng 5, chiếc tàu ngầm tiếp tục đi về vùng bờ Tây cho một đợt đại tu tại Xưởng hải quân Mare Island từ ngày 6 tháng 6 đến ngày 3 tháng 10. Sau khi hoàn tất, nó quay trở lại Trân Châu Cảng vào ngày 10 tháng 10, nơi nó huấn luyện ôn tập trong suốt một tháng tiếp theo.

#### Chuyến tuần tra thứ mười hai

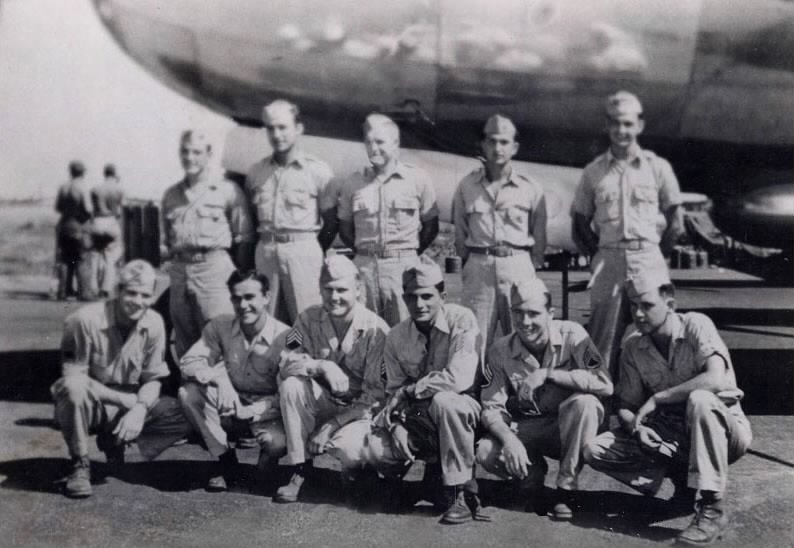
Đội bay B-29 Superfortress Z-1 "Pee Wee" được Spearfish giải cứu.

Chuyến tuần tra cuối cùng trong chiến tranh của Spearfish kéo dài từ ngày 12 tháng 11, 1944 đến ngày 24 tháng 1, 1945. Nó đã trinh sát hình ảnh các đảo Iwo Jima và Minami-jima thuộc quần đảo Bonin, rồi hoạt động tuần tra và tìm kiếm và giải cứu tại vùng biển quần đảo Nanpō. Chiếc tàu ngầm đang đi trên mặt nước lúc 17 giờ 15 phút ngày 2 tháng 11, ở vị trí 23 nmi (43 km) về phía Đông Nam Iwo Jima tại tọa độ 24°40′B 141°39′Đ / 24,667°B 141,65°Đ, khi một máy bay ném bom B-24 Liberator Không lực tấn công nó bằng súng máy và rocket. Một vụ nổ xảy ra cách con tàu chỉ 700 yd (640 m) khi nó bắt đầu lặn xuống ẩn nấp.
Vào ngày 19 tháng 12, Spearfish giải cứu bảy người sống sót từ đội bay của chiếc B-29 Superfortress Z-1 "Pee Wee"; bốn thành viên khác đã tử nạn khi chiếc máy bay rơi xuống biển. Đây là lần đầu tiên tàu ngầm cứu vớt đội bay B-29 tại Mặt trận Thái Bình Dương trong Thế Chiến II. Đến ngày 11 tháng 1, 1945, chiếc tàu ngầm phá hủy một thuyền buồm bằng hải pháo, bắt giữ ba tù binh chiến tranh nhưng một người đã từ trần nhiều ngày sau đó. Con tàu về đến Tanapag Harbor, Saipan vào ngày 13 tháng 1.

### 1945
Sau khi quay trở về Trân Châu Cảng vào ngày 24 tháng 1, 1945, Spearfish được sử dụng như một tàu huấn luyện tại vùng biển Hawaii cho đến khi chiến tranh kết thúc. Nó khởi hành vào ngày 19 tháng 8 để quay trở về vùng bờ Tây, đi đến Xưởng hải quân Mare Island vào ngày 27 tháng 8. Đến ngày 7 tháng 9, một ủy ban thanh tra đã kết luận con tàu không phù hợp để tiếp tục phục vụ, nên xuất biên chế ngay và sẽ bị tháo dỡ. Nó được giữ lại trong trạng thái ngừng hoạt động để tham gia thử nghiệm chất nổ. Nó được cho xuất biên chế vào ngày 22 tháng 6, 1946, rồi rút tên khỏi danh sách Đăng bạ Hải quân vào ngày 19 tháng 7, 1946. Con tàu bị bán cho hãng Learner Company tại Oakland, California để tháo dỡ vào tháng 10, 1947.

## Phần thưởng
Spearfish được tặng thưởng mười Ngôi sao Chiến trận do thành tích phục vụ trong Thế Chiến II. Nó được ghi công đã đánh chìm bốn tàu Nhật Bản với tổng tải trọng 17.065 tấn.
|  |                           |  |
|  | Silver star · Silver star |  |

| Dãi băng Hoạt động Tác chiến  |                                                                          |                                      |
| Huân chương Chiến dịch Hoa Kỳ | Huân chương Chiến dịch Châu Á-Thái Bình Dương với 10 Ngôi sao Chiến trận | Huân chương Chiến thắng Thế Chiến II |